# Фицкларенс, Уильям, 2-й граф Манстер
Уильям Джордж Фицкларенс (англ. William FitzClarence, 2nd Earl of Munster; 19 мая 1824 — 30 апреля 1901) — британский аристократ, 2-й граф Манстер, 2-й виконт Фицкларенс и 2-й барон Тьюксбери с 1842 года. С 1831 по 1842 год он носил титул учтивости — виконт Фицкларенс. Он был старшим сыном Джорджа Фицкларенса, 1-го графа Манстера, незаконнорождённого сына короля Великобритании Вильгельма IV, в честь которого и был назван.

## Биография
Родился 19 мая 1824 года в Даун-хаусе, Монтроз, Шотландия. Его отец, Джордж Фицкларенс, 1-й граф Манстер (1794—1842), был старшим незаконнорожденным сыном короля Вильгельма IV от его давней любовницы Доротеи Джордан. Таким образом, 2-й граф Манстер был правнуком короля Георга III и двоюродным братом королевы Виктории. Его матерью была Мэри Уиндем (1792—1842), незаконнорожденная дочь Джорджа О’Брайена Уиндема, 3-го графа Эгремонта.
Уильям Фицкларенс стал 2-м графом Манстером после самоубийства своего отца 20 марта 1842 года. По большей части Фицкларенс вел типичную викторианскую жизнь высшего класса, состоявшую из охоты и балов.
1 июля 1842 года он получил офицерский патент в качестве прапорщика и лейтенанта в шотландской стрелковой гвардии. 7 апреля 1843 года он перешел в гренадерскую гвардию в качестве корнета и младшего лейтенанта. 1 мая 1846 года он был произведен в лейтенанты, а 16 марта 1849 года — в капитаны. В апреле 1851 года он оставил военную службу. Также занимал должность заместителя лорда-лейтенанта графства Мидлсекс.

## Брак и дети
17 апреля 1855 года Уильям Фицкларенс женился на своей двоюродной сестре Вильгельмине Кеннеди-Эрскин (27 июня 1830 — 9 октября 1906), дочь Джона Кеннеди-Эрскина (1802—1831). Ее мать, Августа Фицкларенс (1803—1865), была сестрой его отца, Джорджа Августа Фицкларенса. В дальнейшей жизни она стала писательницей. У них было девять детей:
- Эдвард Фицкларенс (29 марта 1856—1870), виконт Фицкларенс.
- Лайонел Фредерик Арчибальд Фицкларенс (24 июля 1857 — 24 марта 1863).
- Джеффри Джордж Гордон Фицкларенс (18 июля 1859 — 2 февраля 1902), 3-й граф Манстер, 3-й виконт Фицкларенс и 3-й барон Тьюксбери с 1901 года; умер, не оставив потомства
- Артур Фолкленд Маннерс Фицкларенс (18 октября 1860 — 20 апреля 1861).
- Обри Фицкларенс (7 июня 1862 — 1 января 1928), 4-й граф Манстер, 3-й виконт Фицкларенс и 3-й барон Тьюксбери с 1902 года; умер, не оставив потомства.
- Уильям Джордж Фицкларенс (17 сентября 1864 — 4 октября 1899), женился на Шарлотте Элизабет Уильямс.
- Гарольд Эдвард Фицкларенс (15 ноября 1870 — 28 августа 1926); отец Джеффри Фицкларенса, 5-го графа Манстера.
- Лилиан Аделаида Кэтрин Мэри Фицкларенс (10 декабря 1873 — 15 июля 1948), замужем за капитаном Уильямом Артуром Эдвардом Бойдом.
- Доротея Августа Фицкларенс (5 мая 1876 — 28 января 1942), замужем за майором Чандосом Бриджесом Ли-Уорнером.

## Смерть
Граф Манстер умер в 1901 году на площади Палмейра, 23, Хов, в возрасте 77 лет. Он был похоронен в Кукфилде, Сассекс. Ему наследовал графский титул и другие титулы его третий и старший из оставшихся в живых сыновей, Джеффри Фицкларенс, 3-й граф Манстер.